# Arquidiocese de Gandinagar
A Arquidiocese de Gandinagar (Archidiœcesis Gandhinagarensis) é uma arquidiocese da Igreja Católica situada em Gandinagar, na Índia. Foi eregida a partir do desmembramento da Diocese de Ahmedabad. Seu atual arcebispo é Thomas Ignatius Macwan. Sua Sé é a Catedral Saint Mary.
Em 2016 possuía 18 paróquias e cerca de 0,2% da população local era católica.

## Prelados
|            | Nome                       | Período    | Notas             |
| Arcebispos | Arcebispos                 | Arcebispos | Arcebispos        |
| ---------- | -------------------------- | ---------- | ----------------- |
| 2º         | Thomas Ignatius Macwan     | 2015-      | Atual             |
| 1º         | Stanislaus Fernandes, S.J. | 2002-2015  | Arcebispo emérito |